# Pusula (organellum)
Pusula – organellum występujące u bruzdnic (Dinoflagellata), którego funkcją jest utrzymywanie właściwego ciśnienia osmotycznego w komórce. Ma ona postać ślepo zakończonego kanału błonowego, uchodzącego przy nasadzie wici, do którego wodę dostarczają kuliste wodniczki (wakuole). 